# Изостазия
Изостазия (от гръцки: изос – „равен“ + ста̀зис – „устойчив“) е термин от геоморфологията, с който се дефинира гравитационното равновесие между литосферата и астеносферата. Терминът е въведен през 1889 г. При този вид баланс тектонските плочи се носят (подобно на фактора „га̀зене“ в корабоплаването) на ниво, зависещо от тяхната плътност и дебелина.
Понятието е създадено, за да се обясни как различни топографски височини могат да съществуват на земната повърхност. Когато определена част от земната кора достигне състояние на изостазия, се казва, че е в изостатично равновесие. Изостазията не разстройва равновесието, а го възстановява (чрез отрицателна обратна връзка). Обикновено на Земята се гледа като на динамична система, която отговаря на натоварване под много различни начини. Все пак, изостазията предоставя важен поглед върху процесите, които се случват в зони, претърпяващи вертикално движение. Някои райони (като Хималаите) не са в изостатично равновесие, което кара учените да идентифицират други региони, за да обяснят техните топографски височини (в случая на Хималаите, които все още се издигат, като предполагат, че височината им се издържа от силата на сблъскващата се Индийска плоча)